# Zawidy
Zawidy (deutsch Soweiden) ist ein Dorf in Polen in der Woiwodschaft Ermland-Masuren. Es bildet ein Schulzenamt (Sołectwo) in der Gemeinde Reszel (Rößel) im Powiat Kętrzyński (Kreis Rastenburg).

## Geographie

### Geographische Lage
Zawidy liegt im Norden Polens, etwa 35 Kilometer südlich der Staatsgrenze zur russischen Oblast Kaliningrad. Reszel liegt etwa vier, Kętrzyn (Rastenburg) zwanzig Kilometer nordöstlich. Zwei Kilometer östlich liegt das Dorf Mnichowo (Groß Mönsdorf), zwei Kilometer westlich Kominki (Komienen).

## Geschichte
Lokalisiert wurde das heutige Zawidy im Jahr 1364 nach Kulmer Recht. Der Name des Ortes geht auf den pruzzischen Personennamen Sowiden zurück. Einige Jahre später bat der Dorfschulze Konrad Ekardi den ermländischen Bischof um Bestätigung und Erweiterung der Ortsrechte, was gewährt wurde. Während des Reiterkriegs von 1519 bis 1521 blieb das Dorf im Gegensatz von den meisten umliegenden Ortschaften unzerstört.
1608 erhielt das Dorf das Recht, eine Schenke zu betreiben. 1783 bestand im Dorf eine Schule. Der Zustand des Schulgebäudes war schlecht, so dass Ende des 18. Jahrhunderts 40 Taler sowie Bauholz zur Errichtung eines neuen Gebäudes zur Verfügung gestellt wurden. Der Lehrer verdiente damals 60 Taler pro Jahr sowie einige Naturalien.
Am 9. Juli 1874 wurde der Amtsbezirk Soweiden aus den Landgemeinden Groß Mönsdorf, Rössel, Gut Vorwerk, Burggrafschaft, Samlack und Soweiden selbst gebildet.
Aufgrund der Bestimmungen des Versailler Vertrags stimmte die Bevölkerung in den Volksabstimmungen in Ost- und Westpreussen am 11. Juli 1920 über die weitere staatliche Zugehörigkeit zu Ostpreußen (und damit zu Deutschland) oder den Anschluss an Polen ab. In Soweiden stimmten 300 Einwohner für den Verbleib bei Ostpreußen, auf Polen entfielen keine Stimmen.
Im Januar 1945, am Ende des Zweiten Weltkrieges, nahm die Rote Armee die Gegend ein. In der Folge des Krieges wurde Soweiden als „Zawidy“ Teil Polens.
Zum 1. Januar 1955 wurde das Dorf Sitz eines Schulzenamtes (Sołectwo) in der Gromada Mnichowo, ab 1957 der Gromada Reszel. 1976 gab es eine vierklassige Grundschule in Zawidy.

### Einwohnerentwicklung
Das Dorf bestand Ende des 18. Jahrhunderts aus 42 Gebäuden, 1820 wurde dieselbe Zahl berichtet.
Nachfolgend die Einwohnerentwicklung von Zawidy grafisch.

## Kirche
Bis 1945 war Soweiden in die evangelische Kirche Rößel in der Kirchenprovinz Ostpreußen in der Kirche der Altpreußischen Union und in die katholische St.-Peter-und-Paul-Kirche Rößel im Bistum Ermland eingepfarrt. Zawidy gehört katholischerseits weiterhin zur Pfarrei in Reszel im jetzigen Erzbistum Ermland. Die evangelischen Einwohner halten sich zur Johanneskirche Kętrzyn in der Diözese Masuren der Evangelisch-Augsburgischen Kirche in Polen.

## Wirtschaft und Infrastruktur

### Verkehr
Durch das Dorf führt die Woiwodschaftsstraße 593. Nach vier Kilometern in östlicher Richtung mündet diese südlich von Reszel bei Robawy (Robawen, 1938–1945 Robaben) in die Woiwodschaftsstraße 594. In westlicher Richtung trifft die 593 nach etwa 13 Kilometern auf die Landesstraße 57, deren Verlauf sie kurz folgt, um dann weiter nach Westen zu führen.
Der nächste internationale Flughafen ist der Flughafen Kaliningrad, der sich etwa 100 Kilometer nordwestlich allerdings auf russischem Hoheitsgebiet, d. h. außerhalb der Europäischen Union befindet. Der nächste internationale Flughafen auf polnischem Staatsgebiet ist der etwa 180 Kilometer westlich gelegene Lech-Wałęsa-Flughafen Danzig.